# Phomopsis durandiana
Phomopsis durandiana är en svampart som först beskrevs av Sacc. & Roum., och fick sitt nu gällande namn av Died. 1911. Phomopsis durandiana ingår i släktet Phomopsis och familjen Diaporthaceae.   Inga underarter finns listade i Catalogue of Life.